# Подвешенный парламент
Подве́шенный парла́мент (англ. Hung parliament)— термин, используемый в рамках Вестминстерской системы для описания ситуации, в которой ни одна политическая партия или ранее существовавшая коалиция (также известная как альянс или блок) не имеет абсолютного большинства депутатов в парламенте или другом органе. Эта ситуация также известна, хотя и не так часто, как сбалансированный парламент или как законодательный орган без общего контроля и может привести к формированию правительства меньшинства. Этот термин не относится к многопартийным системам, где редко бывает, что одна партия имеет большинство.
В Вестминстерской системе, в условиях подвешенного парламента, ни одна партия или коалиция не имеет автоматического мандата на получение контроля над исполнительной властью — статус, обычно известный в парламентских системах как «формирование правительства». Вполне возможно, что абсолютное большинство всё ещё может быть получено путем формирования нового коалиционного правительства или добавления ранее несвязанных членов в ранее существовавшую коалицию. Однако вместо этого может быть сформировано правительство меньшинства, то есть партии, имеющей наибольшее количество членов, разрешено формировать правительство без абсолютного большинства, при условии, что оно получит выраженную постоянную поддержку неаффилированных членов, таких как миноритарные партии и/или независимые законодатели.

## Обзор
Обычной целью парламентских систем, особенно тех, которые требуют ответственного управления, таких как Вестминстерская система, является формирование стабильного правительства (то есть, в идеале, которое длится полный парламентский срок до следующих выборов). Для этого требуется, чтобы правительство могло набрать достаточное количество голосов в парламенте для принятия решения о доверии. Если такие предложения терпят неудачу, они обычно приводят к роспуску парламента и новым выборам. Однако в некоторых парламентских системах правительство может быть сформировано без проведения выборов.
Термин «подвешенный парламент» чаще всего используется в парламентах, в которых доминируют две основные партии или коалиции. Всеобщие выборы в таких системах обычно приводят к тому, что одна партия имеет абсолютное большинство и, таким образом, быстро формирует новое правительство. В большинстве парламентских систем висячий парламент является исключительной ситуацией и часто рассматривается всеми партиями и наблюдателями как нежелательный. В других контекстах подвешенный парламент может считаться идеальным - например, если мнения среди избирателей, участвующих в голосовании, поляризованы по одному или нескольким вопросам, подвешенный парламент может привести к поиску компромисса.
Если законодательный орган является двухпалатным, термин «подвешенный парламент» обычно используется только в отношении нижней палаты .
В многопартийной системе, где законодатели избираются путем пропорционального представительства или аналогичных систем, одна партия редко получает абсолютное большинство. В таких ситуациях подвешенные парламенты часто воспринимаются как должное, и коалиционные правительства нормальны. Тем не менее, этот термин может использоваться для описания выборов, в которых ни одна из существующих коалиций не получает абсолютного большинства (например, федеральные выборы в Германии в 2005 году или всеобщие выборы в Италии в 2018 году).

## Смотрите также
- Коалиционное правительство
- Правительство меньшинства

## Внешние ссылки

### Соединенное Королевство
- Charter 2010 Архивная копия от 23 марта 2019 на Wayback Machine – planning for a hung parliament
- Hang Em – a pressure group
- Hung parliament news Архивная копия от 28 января 2015 на Wayback Machine, New Statesman
- Hung parliaments: What you need to know, Institute for Government (2010)
- Q&A: What is a hung parliament? Архивная копия от 12 января 2016 на Wayback Machine, BBC News (8 March 2010)